# الألب العليا (إقليم فرنسي)

خارطة الإقليم

لوغو الإقليم

إقليم أوت آلب هو إقليم فرنسي يوجد في منطقة بروفنس ألب كوت دازور . يبلغ عدد سكانه 130752 نسمة .

## معرض صور

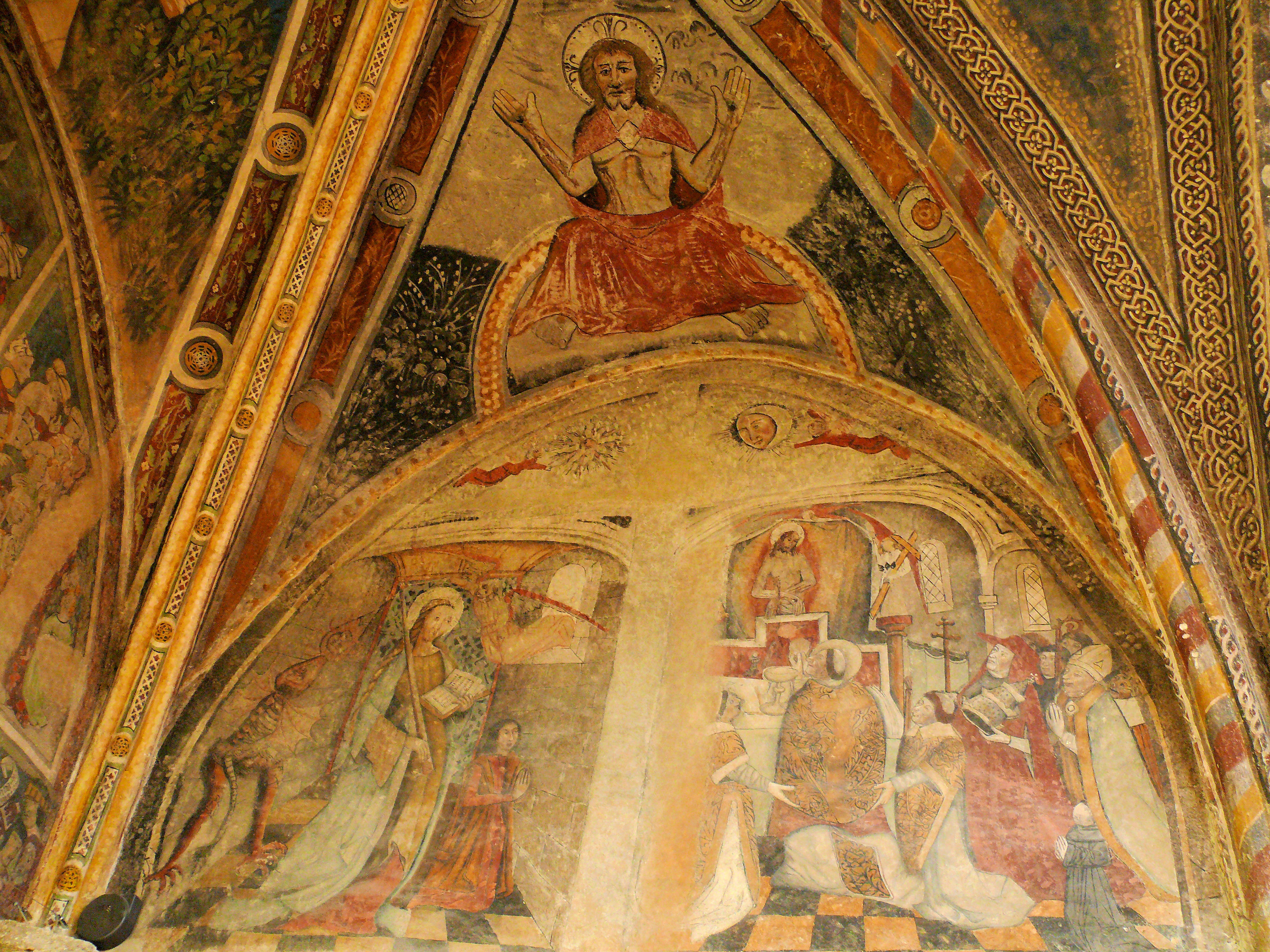
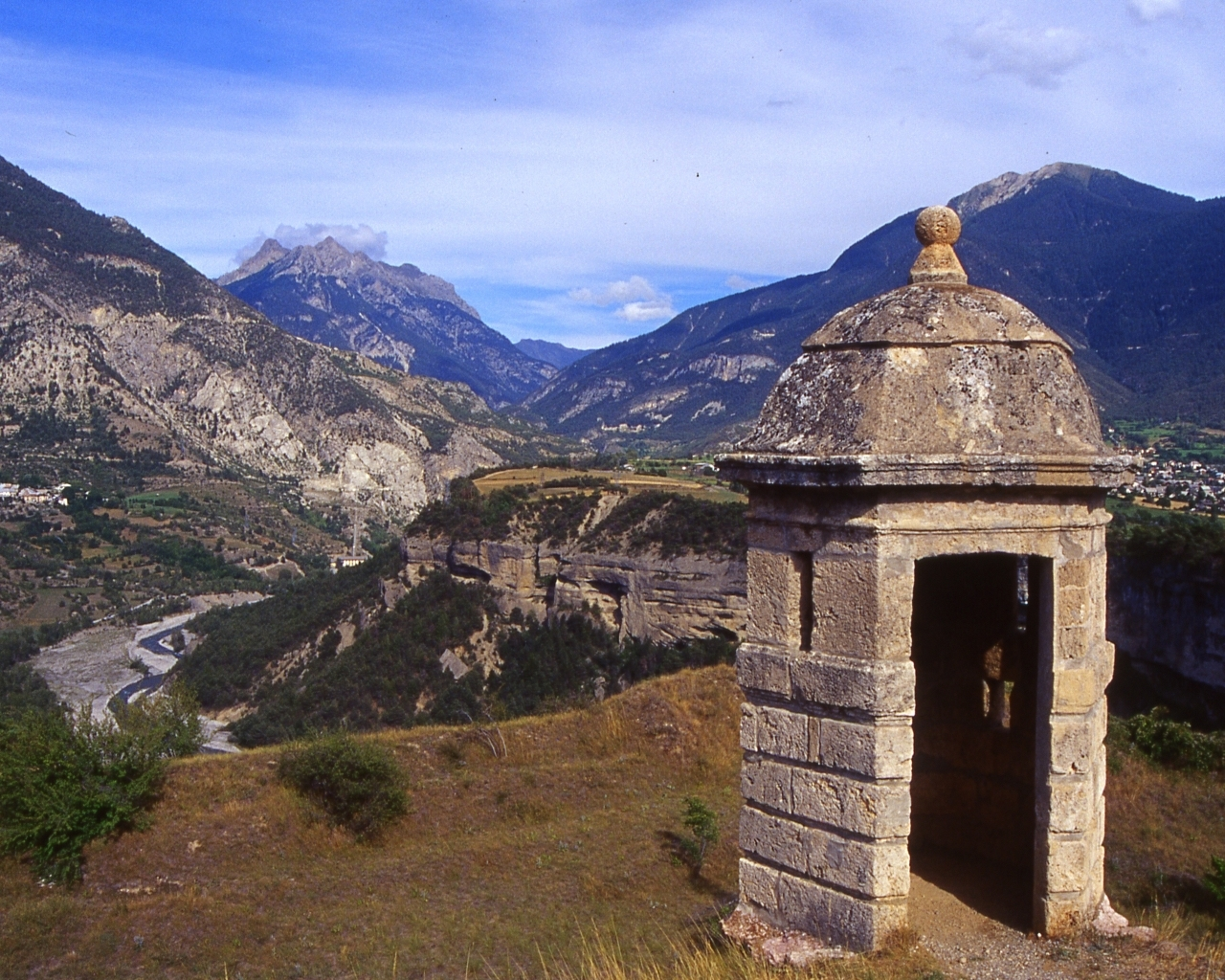
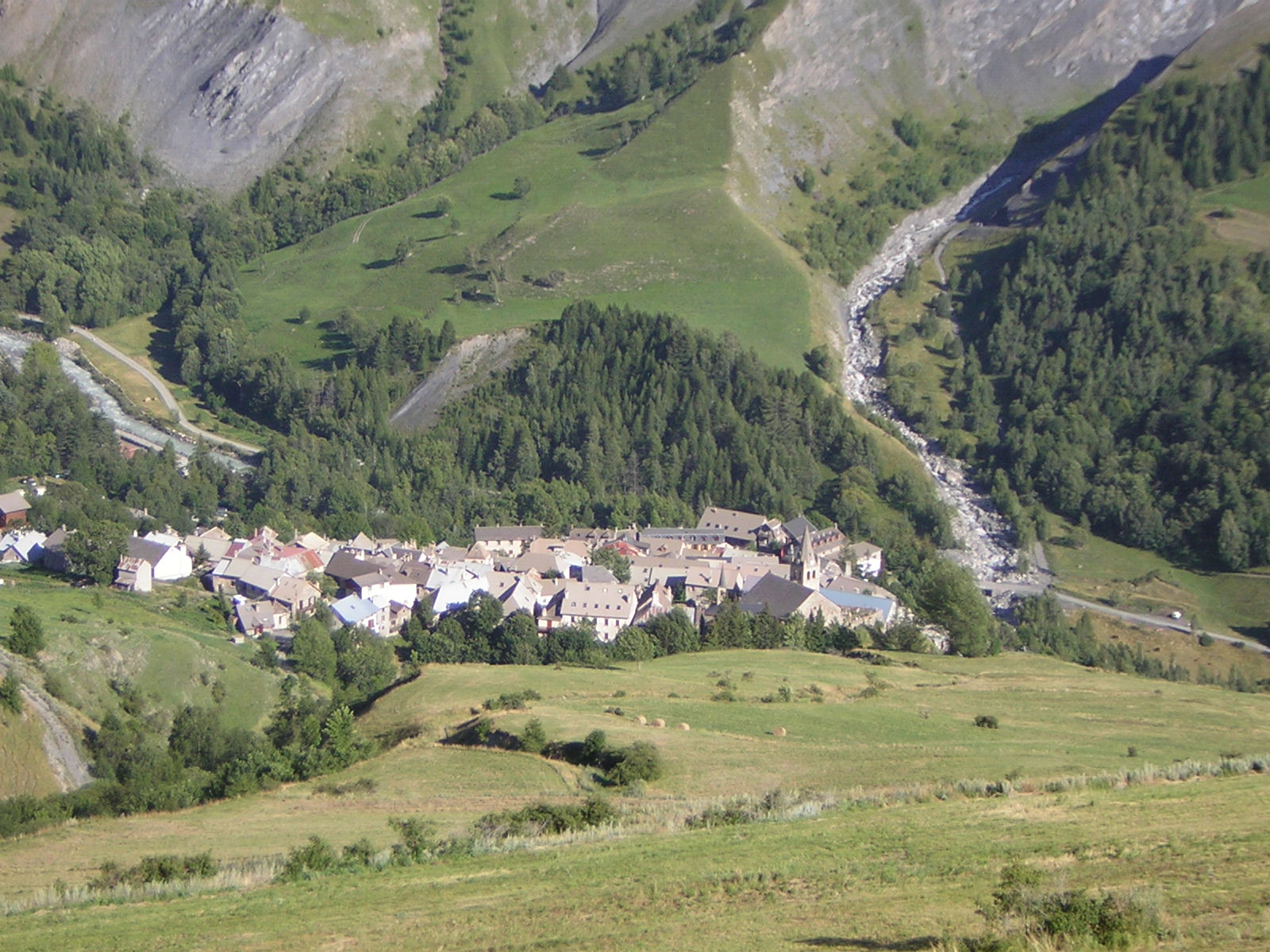
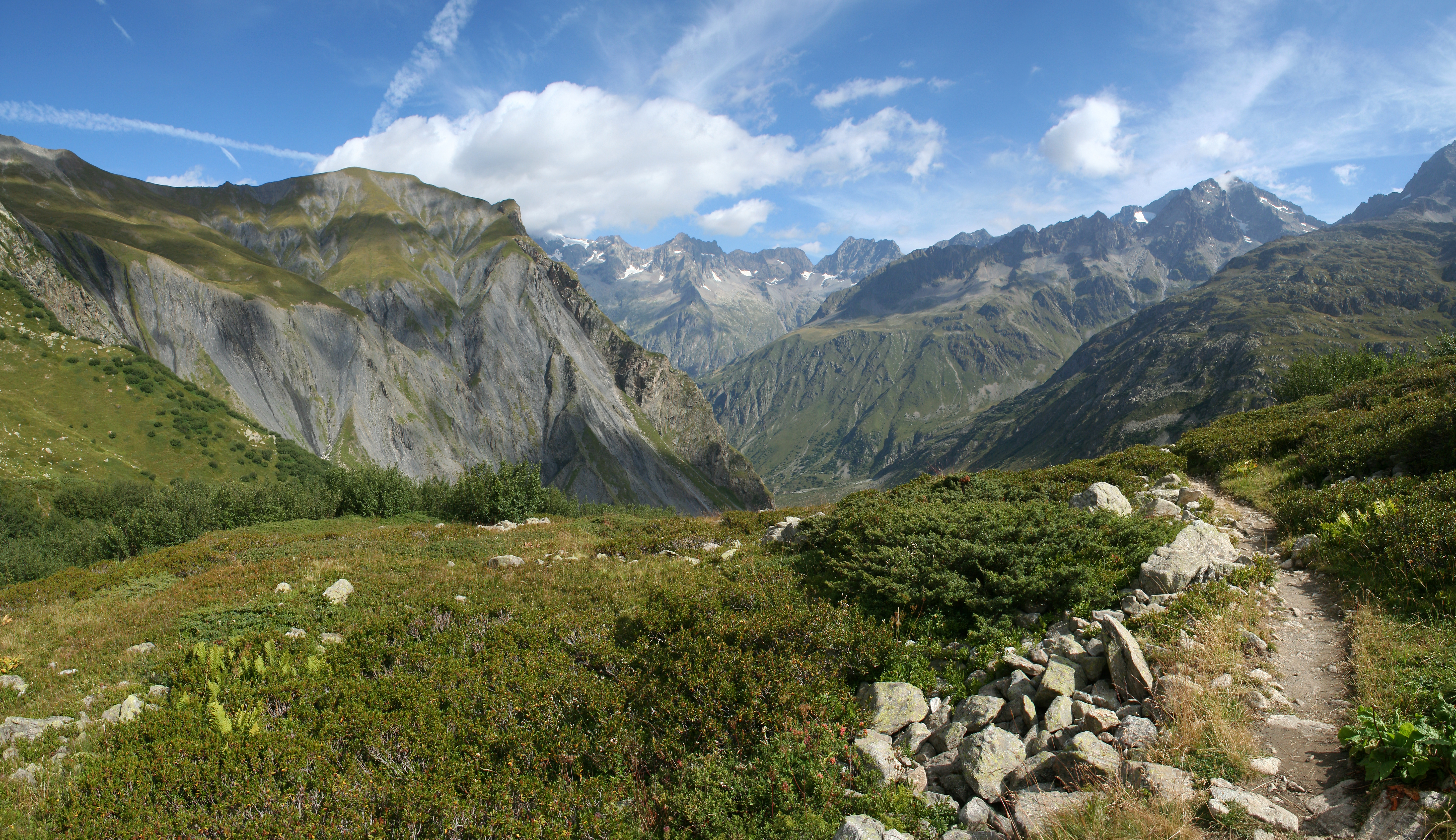
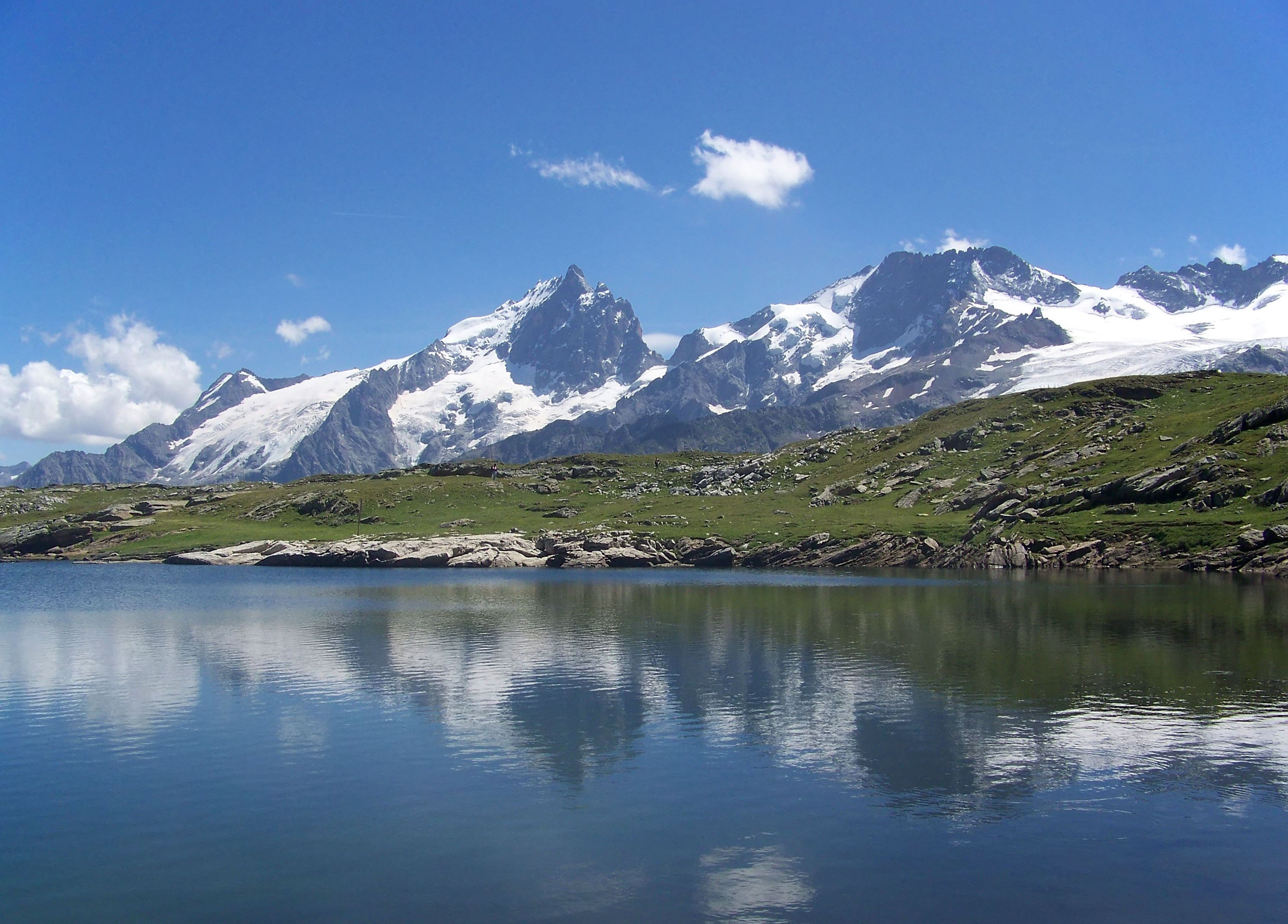
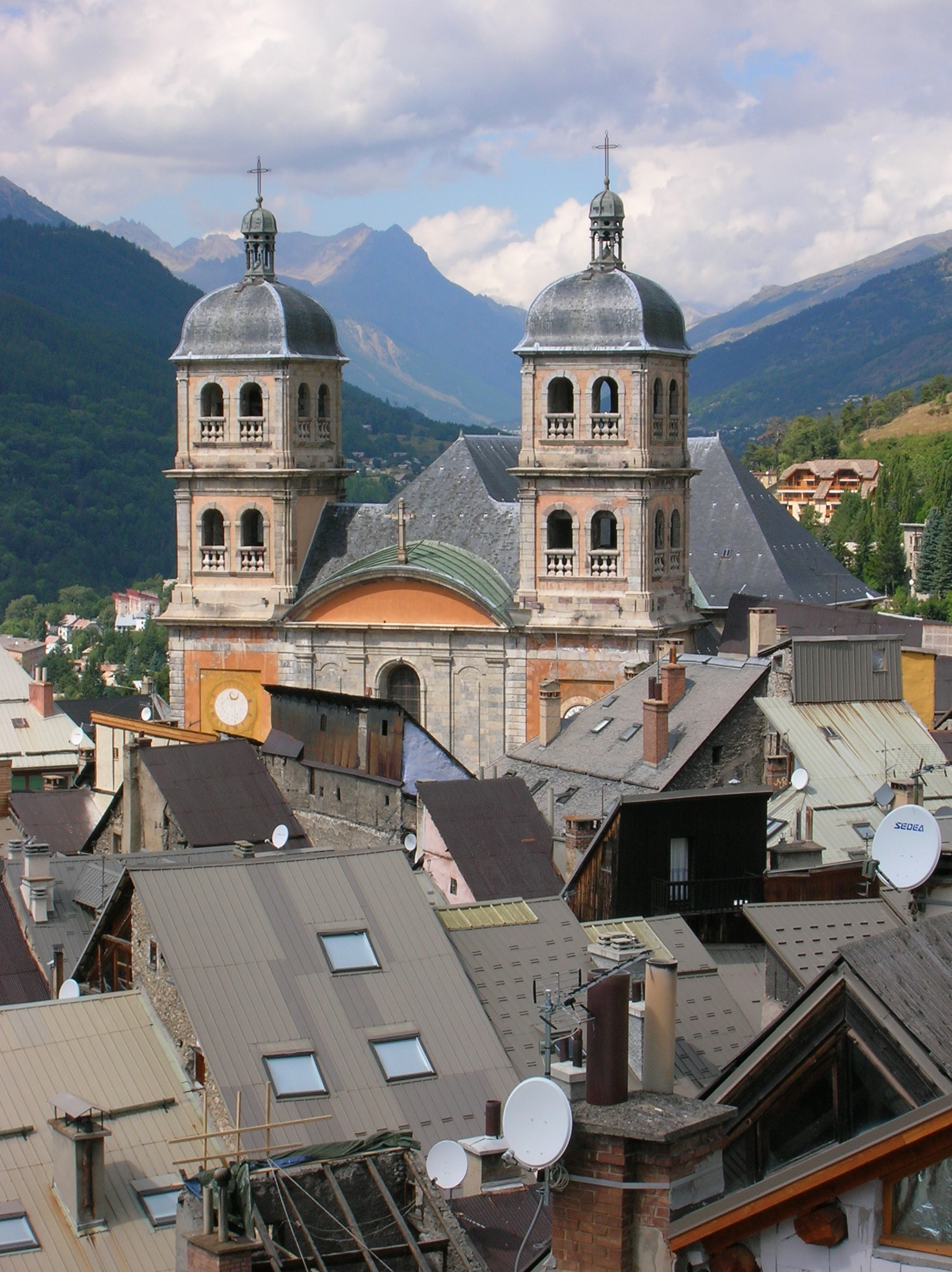